# Кімберлі Пірс
Кімберлі Ейн Пірс (англ. Kimberly Ane Peirce; нар. 8 вересня 1967, Херрісбург, Пенсільванія, США) — американська кінорежисерка, сценаристка, кінопродюсерка. Найбільш відома своїм першим фільмом «Хлопці не плачуть» (1999).

## Життєпис
Народилася 8 вересня 1967 року в Херрісбургу, штат Пенсільванія, США. Її батьки Роберт та Шеррі Пірс (спочатку Матерацці) володіли будівельною компанією. Коли Пірс було три роки вона переїхала до Нью-Йорка, а в одинадцять років — до Маямі, штат Флорида, де врешті-решт закінчила середню школу Маямі Сансет.
Під час навчання в Чиказькому університеті на два роки переїжджає в Кобе, Японія, щоб працювати фотографинею і викладати англійську мову, а потім в Нью-Йорк, щоб працювати стажисткою в журналі «Тайм» під керівництвом фотожурналіста Альфреда Ейзенштадта. Потім вона повернулася до університету, щоб отримати диплом з англійської та японської літератури.

## Особисте життя
Пірс — відкрита лесбійка. Заручена з Еврен Савчі, професоркою та соціологинею, що викладає гендерні дослідження в Державному коледжі Сан-Франциско.

## Фільмографія
| Рік  | Фільм                | Примітки |
| ---- | -------------------- | -------- |
| 1994 | The Last Good Breath |          |
| 1999 | Хлопці не плачуть    |          |
| 2008 | Війна з примусу      |          |
| 2013 | Керрі                |          |